# ジャンプスーパースターズ
『ジャンプスーパースターズ』（JUMP SUPER STARS）は、2005年8月8日に任天堂から発売された対戦アクションゲーム。略称「JSS」。『週刊少年ジャンプ』（集英社）で連載中、あるいは連載していた漫画のキャラクター達が様々なステージで戦う。
2006年11月23日には続編の『ジャンプアルティメットスターズ』が発売された。

## ゲーム内容
上画面はバトルステージ（対戦画面）、下はマンガデッキとなっていて、対戦中にマンガデッキのコマに触れると操作キャラクターがそのキャラクターに交代する。
マンガデッキは以下の3種類のコマを組み合わせて作る。
- バトルコマ - 実際にバトルに参加するキャラクター（バトルキャラ）のコマ。34人存在する。
- サポートコマ - 攻撃・回復などでバトルキャラを援護するコマ。
- ヘルプコマ - デッキに入れると常に特殊効果を得られるものと、タッチして特殊効果を得るものとがある。

### モード
- J（ジャンプ）アドベンチャー - ステージをクリアし、新しいコマが手に入れながら、進んでいく。
- 通信プレイ - DSワイヤレスプレイ・DSダウンロードプレイによる通信対戦。
- バトル - CPUを相手に戦う。
- デッキメイク - マンガデッキを作る。
- コマずかん - 集めたコマの一覧。
- オプション - ゲーム環境の設定、これまでのプレイデータ。

## 登場作品&キャラクター
新旧27作品のキャラクターが登場。太字はバトルキャラ、普通の書体はサポートキャラ、（）内はヘルプキャラ。
- アイシールド21（7人）
  - 小早川瀬那、蛭魔妖一、栗田良寛
  - （雷門太郎、姉崎まもり、ケルベロス、瀧鈴音）
- いちご100%（7人）
  - 東城綾、西野つかさ、北大路さつき、南戸唯
  - （真中淳平、外村ヒロシ、外村美鈴）
- 家庭教師ヒットマンREBORN!（4人）
  - ツナ&リボーン
  - ランボ
  - （山本武、笹川京子）
- 銀魂（8人）
  - 坂田銀時
  - 志村新八、神楽
  - （お登勢、お妙、桂小太郎、近藤勲、長谷川泰三）
- こちら葛飾区亀有公園前派出所（7人）
  - 両津勘吉
  - 大原大次郎、中川圭一、秋本・カトリーヌ・麗子
  - （擬宝珠纏、麻里愛、日暮熟睡男）
- シャーマンキング（7人）
  - 麻倉葉、恐山アンナ
  - ハオ
  - （小山田まん太、道蓮、ホロホロ、阿弥陀丸）
- ジョジョの奇妙な冒険（2人）
  - 空条承太郎、ディオ・ブランドー
- STEEL BALL RUN（2004年 - 2011年）（2人）
  - ジャイロ・ツェペリ
  - （ジョニィ・ジョースター）
- SLAM DUNK（4人）
  - 桜木花道、流川楓
  - （赤木剛憲、赤木晴子）
- D.Gray-man（3人）
  - アレン・ウォーカー
  - （リーバー・ウェンハム、ラビ）
- DEATH NOTE（3人）
  - 夜神月&リューク、L
  - （弥海砂）
- テニスの王子様（9人）
  - 越前リョーマ、手塚国光、不二周助、菊丸英二&大石秀一郎、桃城武、海堂薫
  - （河村隆、乾貞治、跡部景吾）
- Dr.スランプ（3人）
  - 則巻アラレ、Dr.マシリト
  - （則巻千兵衛）
- DRAGON BALL（15人）
  - 孫悟空、孫悟飯、ゴテンクス、ベジータ、ピッコロ
  - クリリン
  - （孫悟天、トランクス、ブルマ、神様、ネイル、デンデ、亀仙人、仙豆、ポタラ）
- NARUTO -ナルト-（12人） 
  - うずまきナルト、うちはサスケ、春野サクラ、はたけカカシ
  - 奈良シカマル、ロック・リー、日向ネジ、日向ヒナタ
  - （自来也、綱手、九尾、呪印）
- HUNTER×HUNTER（6人）
  - ゴン=フリークス
  - キルア=ゾルディック、クラピカ
  - （レオリオ、ヒソカ、ビスケット=クルーガー）
- ヒカルの碁（2人）
  - 進藤ヒカル&藤原佐為
- ピューと吹く!ジャガー（6人）
  - ジャガージュン市
  - ピヨ彦、ハマー
  - （白川高菜、ハメ字郎、ポギー）
- 武装錬金（3人）
  - 武藤カズキ
  - （パピヨン、キャプテン・ブラボー）
- BLACK CAT（3人）
  - イヴ
  - トレイン=ハートネット、スヴェン=ボルフィード
  - （ミナツキ サヤ）
- BLEACH（6人）
  - 黒崎一護
  - 朽木ルキア
  - （斬月、阿散井恋次、四楓院夜一、日番谷冬獅郎）
- ボボボーボ・ボーボボ（11人）
  - ボボボーボ・ボーボボ、首領パッチ
  - ところ天の助、ヘッポコ丸
  - （ビュティ、破天荒、ソフトン、魚雷ガール、田楽マン、サービスマン、コパッチ）
- Mr.FULLSWING（4人）
  - 猿野天国
  - （犬飼冥、鳥居凪、牛尾御門）
- 遊☆戯☆王（6人）
  - 武藤遊戯
  - （ブラック・マジシャン、エクゾディア、オシリスの天空竜、オベリスクの巨神兵、ラーの翼神竜）
- 幽☆遊☆白書（4人）
  - 浦飯幽助
  - 蔵馬、飛影
  - （桑原和真）
- るろうに剣心 -明治剣客浪漫譚-（4人）
  - 緋村剣心
  - 相楽左之助、斎藤一
  - （神谷薫）
- ONE PIECE（7人）
  - モンキー・D・ルフィ、ロロノア・ゾロ、ナミ、サンジ、ニコ・ロビン
  - ウソップ、トニートニー・チョッパー

## 攻略本
- 『任天堂公式 ジャンプスーパースターズ』集英社〈Vジャンプブックス［ゲームシリーズ］〉、2005年。ISBN 408779332X
- 『任天堂公式 JUMP SUPER STARS MASTER BOOK ROAD TO VICTORY!!』集英社〈Vジャンプブックス［ゲームシリーズ］〉、2005年。ISBN 4087793370